# Terebripora eltaninae
Terebripora eltaninae är en mossdjursart som beskrevs av Jacqueline A. Soule 1968. Terebripora eltaninae ingår i släktet Terebripora och familjen Terebriporidae. Inga underarter finns listade i Catalogue of Life.